# Gaston Paravy
Gaston Paravy, pédagogue, inspirateur du concept de Maison de l'information sur la formation et l'emploi, membre du conseil économique et social de la région Rhône-Alpes (France).

## Un pédagogue spécialiste de l’orientation
Gaston Paravy est docteur en sciences de l'éducation. Il a conduit une recherche-action en orientation et a développé le concept de « guidance professionnelle personnalisée », une aide à l'élaboration et l'accompagnement d’un projet professionnel. Il a collaboré avec le professeur Henri Desroche, théoricien de l’histoire de vie en formation et fondateur du Collège coopératif.
En lien avec les MIFE de Cergy et d’Évry de 1983 à 1987, Gaston Paravy a expérimenté institutionnellement en Savoie et à l’échelon national une pédagogie de l’information sur la formation et de l’orientation professionnelle des adultes. 
Directeur de la Maison de l’information sur la formation et l’emploi (MIFE) de Savoie de 1982 à 2001, Gaston Paravy a été à l’origine de la création du réseau des MIFE, mises en place à la suite du rapport de Jean-Paul Murcier sur l’orientation professionnelle des adultes en France (1980). 
Avec Centre Inffo, il est à l'origine des universités d'Hiver de la Formation Professionnelle, dont la première s'est tenue en 1989 aux Karellis en Savoie.

## Responsable associatif et élu municipal
Gaston Paravy a été secrétaire général d’Inter-MIFE France depuis 1994, puis président à partir de juin 2005, date à laquelle il succède à Jean-Paul Anciaux, député de Saône-et-Loire, nommé président du Comité national de labellisation des Maisons de l’emploi.
Il a été également adjoint au maire d’Aix-les-Bains durant douze ans (1983-1995) puis conseiller municipal délégué pendant un mandant supplémentaire (1995-2001). À ce titre, Gaston Paravy a présidé le SIVOM du Revard. Il a été également conseiller régional UDF en Rhône-Alpes de 1992 à 1998.
Gaston Paravy préside le Collège coopératif Rhône-Alpes depuis 1997. Depuis décembre 2002, il est membre du conseil économique et social de la région Rhône-Alpes où il siège en tant que personnalité qualifiée. Il est chevalier dans l’Ordre national de la Légion d’honneur.

## Citation
« L’orientation des adultes est un corollaire de la formation. Il n’y a pas de mobilité professionnelle valorisante pour le salarié ou le demandeur d’emploi sans capacité à valoriser les parcours précédents. » (Inter-MIFE, 2005)

## Sources
- Grandin, Philippe : Gaston Paravy, article de Centre-Inffo, 2005.